# Эктазийский период
Эктазийский период (др.-греч. ἔκτασις — «расширение») — второй геологический период мезопротерозойской эры, продолжавшийся 1400—1200 миллионов лет назад (хронометрическая датировка, не базирующаяся на стратиграфии). Третий период так называемого «Скучного миллиарда».
Название период получил из-за продолжавшегося осадконакопления и расширения осадочных чехлов.
В породах возрастом 1200 миллионов лет с канадского острова Сомерсет были обнаружены ископаемые красные водоросли — древнейшие из известных сохранившихся многоклеточных.